# A7V
A7V byl německý tank z první světové války. Německo význam tanků dlouhou dobu podceňovalo, a tak teprve roku 1916 začal vývoj těchto obrněnců. Jejich výroba začala až v polovině roku 1917, přičemž počet 20 kusů byl zcela zanedbatelný. Navíc tanky A7V byly kolosy s  minimálně osmnáctičlennými osádkami, což bylo v praktickém boji problematické. Teprve v březnu 1918 se zjistilo, že tank má absolutně nevyhovující jízdní vlastnosti v terénu. Německá armáda proto bojovala víc s ukořistěnými tanky než s vlastními.
Tři tanky A7V se v roce 1918 zúčastnily u severofrancouzského městečka Villers-Bretonneux první tankové bitvy v historii, ve které se střetly se třemi britskými tanky Mark IV. Potyčka skončila poškozením dvou tanků Mark IV „ženské“ verze, zničením vedoucího německého tanku a ústupem zbylých dvou A7V.